# Idioma wahlubal
Waalubal (Wahlubal), también conocido como Western Bundjalung, Baryulgil, y Middle Clarence Bandjalang, es una lengua (o más concretamente un dialecto) aborigen de Australia hablada por la los Bundjalung occidentales que vivem en e Noroeste Nueva Gales del Sur.

## Nomenclatura
En el idioma Bundjalung occidental, Wahlubal significa "aquellos que dicen Wahlu", siendo Wahlu la forma de la segunda persona nominativa 'tú' utilizada en esta variedad. Wahlubal se hablaba en el área de Tabulam, río abajo en Baryulgil se hablaba el dialecto Wehlubal, Wehlu siendo esta forma dialectal de Wahlu.
Al este a través de la cordillera, en Rappville a lo largo del arroyo Bungawalbin se hablaba el dialecto Birihn, "Birihn" que significa "sur", ligeramente al norte estaba el dialecto Casino muy similar pero distinto, conocido solo como Bundjalung.
Todos estos son exónimos y endónimos comunes para las personas y sus idiomas. El término genérico Bundjalung o Western bundjalung también se usa comúnmente.

## Distribución Geográfica
Wahlubal se habla a lo largo del río Clarence aguas arriba del idioma yagir.

## Gramática

### Demostrativos
Western Bundjalung posee un conjunto complicado de demostrativos que hacen una distinción de tres vías, con conjuntos proximal, medial y distal, hay una distinción adicional de ' adjetivos demostrativos y demostrativos de ubicación. El conjunto de adjetivos se puede agregar adicionalmente como sufijo para crear pronombres demostrativos, el conjunto de adjetivos tiene tres formas para "cosas a la vista", "cosas oculto o no a la vista" y "cosas que ya no están", mientras que el conjunto de ubicación tiene formas para indicar el área general y el área definida, y si está a la vista o no a la vista.

#### Adjetivos
| Demostrativos      | Proximal (este) | Medial (que) | Distal (eso de ahí) |
| ------------------ | --------------- | ------------ | ------------------- |
| Gala               | Mala            | Gila         |                     |
| A la vista (pl)    | Gahnyu          | Mahnyu       | Gahmu               |
| No a la vista (sg) | Gunah           | Munah        | Gahba               |
| No a la vista (pl) | Gunahmir        | Munahmir     | Gahbamir            |

El conjunto anterior se puede sufijar con sufijos nominales de orden 7 para formar pronombres demostrativos que funcionan como sustantivos independientes ordinarios. p.ej. ¡Yanindeh galani wangahbaya! '¡Llévate esto!
Las formas 'no a la vista' y 'ya no aquí' pueden tomar el sufijo sustantivo de orden 2 -gan para formar palabras de tiempo. P.ej. gunahgan 'recientemente'.

#### Localización
| Demostrativos              | Proximal (aquí) | Medial (ahí) | Distal (allí) |
| -------------------------- | --------------- | ------------ | ------------- |
| A la vista (área definida) | Gaji            | Maji         | Gah           |
| A la vista (área general)  | Gunu            | Munu         | Gundeh        |
| No a la vista (presente)   | Gayu            | Mayu         | Guhyu         |